# Your Body's Callin'
Your Body's Callin' è un singolo del cantante R&B statunitense R. Kelly, pubblicato l'11 marzo 1994 come quarto estratto dall'album in studio 12 Play.

## Video musicale
Il videoclip della canzone è stato diretto da Millicent Shelton.